# 阿莱什·什韦赫利克
阿莱什·什韦赫利克（捷克語：Aleš Švehlík，1966年2月18日—），捷克男子田径运动员。他曾代表捷克参加2000年和2004年夏季残疾人奥林匹克运动会田径比赛，其中2000年夏季残奥会获得一枚铜牌。